# Anders Broberg (möbelarkitekt)
Anders Valfrid Broberg, född 26 juli 1885 i Motala landsförsamling, död 16 september 1940 i Stockholm, var en svensk möbel- och inredningsarkitekt. 
Broberg, som var son till snickarmästare C.G. Broberg och Anna Fredrika Bränning, utexaminerades från Tekniska skolan i Stockholm 1916. Han praktiserade i möbel- och inredningsbranschen hos Nordiska Kompaniet i Stockholm 1916–1919, var chef för firma David Blombergs arkitektkontor i Stockholm 1918–1934 och bedrev egen verksamhet som möbel- och inredningsarkitekt i Stockholm under firma A. Broberg från 1934. Han företog som statsstipendiat studieresor över hela Europa och var under en följd av år ordförande i Möbelarkitekternas Förening. Han utförde bland annat inredning av Kalmar lasarett, Vimmerby tingshus, Kungsbacka stadshus och ett 20-tal apotek. Anders Broberg är begravd på Norra begravningsplatsen utanför Stockholm.